# Годд
«Годд» (норв. Idrottslaget Hødd) — норвезький футбольний клуб з Ульстейнвіка. Заснований 1 серпня 1919 року. Домашні матчі команда проводить на стадіоні «Годволл».

## Досягнення
- Володар кубка Норвегії: 2012